# Mesquite (Dallas County, Texas)
Mesquite ist eine Stadt in unmittelbarer Nähe zu Dallas im US-Bundesstaat Texas im Dallas County und im Kaufman County. Das U.S. Census Bureau hat bei der Volkszählung 2020 eine Einwohnerzahl von 150.108 ermittelt.

## Geschichte
Die Stadt wurde am 22. Mai 1873 von A. R. Alcott gegründet, der das Land des heutigen Mesquite kaufte. Mesquite blieb bis nach dem Zweiten Weltkrieg landwirtschaftlich geprägt. 1950 hatte die Stadt 1.696 Einwohner, 1970 schon 55.131 Einwohner. 1958 fanden zum ersten Mal die Meisterschaften im Rodeo in Mesquite statt. 1986 öffneten sich zum ersten Mal die Tore der Mesquite Arena (jetzt Resistol Arena) für das Rodeo.

## Sehenswürdigkeiten
- Stephen Decatur Lawrence Farmstead
- Mesquite Tower

## Söhne und Töchter der Stadt
- Alyssa Edwards (* 1980), Dragqueen und Tanzlehrer
- Taylor Gabriel (* 1991), Footballspieler
- Ngozi Onwumere (* 1992), amerikanisch-nigerianische Leichtathletin und Bobsportlerin
- Taylor Parks (* 1993), Schauspielerin